# Yui Koike
Yui Koike (小池唯, Koike Yui, Saitama, 4 de abril de 1991) é uma atriz japonesa.

## Filmografia

### Filmes
| Ano  | Título original                                            | Título em português | Papel                      | Observações |
| 2010 | Gachinko Shisso Joto                                       |                     |                            |             |
| 2011 | Tensou Sentai Goseiger vs. Shinkenger: Epic on Ginmaku     |                     | Gokai Pink                 |             |
| 2011 | Gokaiger Goseiger Super Sentai 199 Hero Great Battle       |                     | Ahim de Famille/Gokai Pink |             |
| 2011 | Kaizoku Sentai Gokaiger the Movie: The Flying Ghost Ship   |                     | Ahim de Famille/Gokai Pink |             |
| 2012 | Kaizoku Sentai Gokaiger vs. Space Sheriff Gavan: The Movie |                     | Ahim de Famille/Gokai Pink |             |
| 2012 | Kamen Rider × Super Sentai: Super Hero Taisen              |                     | Ahim de Famille/Gokai Pink |             |

### Televisão
| Ano  | Título original      | Título em português | Papel  | Observações |
| 2010 | Bittersweet Diaries  |                     | Midori |             |
| 2011 | Atsui zo! Nekogaya!! |                     |        |             |

### Tokusatsu
| Ano  | Título original         | Título em português | Papel                      | Observações     |
| 2010 | Kamen Rider W           |                     | Yui Aoyama                 | TV Asahi, ep-49 |
| 2011 | Kaizoku Sentai Gokaiger |                     | Ahim de Famille/Gokai Pink | TV Asahi        |